# Palmarejo (Zacatecas)
Palmarejo se localiza en el Municipio de Moyahua de Estrada en el Estado de Zacatecas, México.
La localidad se encuentra a una altitud de 1560 metros sobre el nivel del mar.
La población total de Palmarejo es de 253 personas.
Sus principales actividades económicas son la agricultura, la ganadería y el recibo de remesas (muchos nacidos en Palmarejo emigraron a los Estados Unidos de América, sustancialmente a California y en menor medida a otros estados mexicanos, Jalisco sobre todo).
Su fiesta es el día 19 de marzo en honor a San José. Casi todos sus habitantes practican el catolicismo romano.